# Australoeucyclops timmsi
Australoeucyclops timmsi – gatunek widłonoga z rodziny Cyclopidae. Opisał go w 1969 roku niemiecki zoolog Friedrich Kiefer, nadając mu nazwę Paracyclops timmsi. 